# NGC 332
NGC 332 é uma galáxia  localizada na direcção da constelação de Pisces. Possui uma declinação de +07° 06' 40" e uma ascensão recta de 0 horas, 58 minutos e 49,0 segundos.
A galáxia NGC 332 foi descoberta em 22 de Outubro de 1886 por Lewis A. Swift.